# Wertkritik
Als Wertkritik bezeichnet man ein Theoriegebäude bestimmter postmarxistischer Kritikansätze an der bürgerlich-kapitalistischen Gesellschaft.

## Positionen
Wertkritiker übernehmen von Karl Marx dessen Kritik am Warenfetischismus von Ware, Wert und Geld. Sie wenden sich wie er gegen die gesellschaftliche Vermittlung durch abstrakte Arbeit, kritisieren jedoch Marx’ Klassentheorie und die Geschichtsphilosophie des Marxismus. Die Arbeiterklasse ist aus wertkritischer Sicht selbst Teil des kapitalistischen Systems und deshalb nicht in der Lage, eine Rolle als revolutionäres Subjekt zu übernehmen.
Arbeit wird nicht etwa wie im „Traditionsmarxismus“ als überhistorische Tätigkeitsform angesehen, sondern sie wird genauso als kapitalismusspezifische Erwerbsarbeit kritisiert wie das Kapital, da beide auf demselben System der Wertverwertung beruhen. Das systemische Geschehen des sich unablässig selbstverwertenden Werts wird in der kapitalistischen Gesellschaft fetischistisch objektiviert als Ensemble von Sachzwängen und, so eine Marx’sche Formulierung, „automatisches Subjekt“ (Das Kapital Bd. 1, MEW 23: S. 169). Die Menschen dienen diesen von den Menschen eigentlich selbstgeschaffenen Sachzwängen dabei hauptsächlich als Objekte und Material innerhalb des Verwertungsprozesses, der von Ware, Wert, Geld und (abstrakter) Arbeit bestimmt wird. Alles Sinnliche, die Menschen und ihre Bedürfnisse sowie das ökologische System der Erde und die Natur bleiben dem System der Wertverwertung äußerlich und sind ihm prinzipiell gleichgültig.
Der Kapitalismus wird von Wertkritikern kritisiert, weil er für sie die indirekte Herrschaft eines abstrakten Verhältnisses über die Menschen darstellt, gleichwohl die Menschen dieses Verhältnis täglich aufs Neue selbst aktiv reproduzieren. Vielen Wertkritikern gilt das von Roswitha Scholz entwickelte Theorem der Wert-Abspaltung als wesentlich bestimmend für die bürgerlich-kapitalistische Gesellschaft. „Wert“ und „Abspaltung“ werden als ein dialektisch vermitteltes und in sich gebrochenes Strukturverhältnis begriffen, das diese Gesellschaftsordnung bzw. das „warenproduzierende Patriarchat“ und die in ihr lebenden Individuen wie ein Webwerk durchzieht und wesentlich formt.
Die bürgerliche Aufklärung und das „bürgerliche Subjekt“ (als kapitalistische Zurichtungsform des menschlichen Individuums) werden von Wertkritikern vehement kritisiert. Dabei knüpfen sie vor allem an die Erkenntnisse der Kritischen Theorie von Adorno und Horkheimer sowie der Psychoanalyse von Sigmund Freud an – treiben deren Ansätze aber über sich selbst hinaus, erweitern und verändern sie. Häufig gehen sie dabei der Dialektik von Befreiung und Zwang verlustig, die vor allem Horkheimer und Adorno betonen.
Die warengesellschaftlich-patriarchalen Verhältnisse und Formierungen/Zurichtungen zu überwinden und eine neue Gesellschaft, einen „Verein freier Menschen“ (Marx), anzustreben, ist erklärtes Ziel der Wertkritik. Sie vertritt die Perspektive einer Transformation der bestehenden Verhältnisse hin zu einer befreiten Gesellschaft, in der die Befriedigung menschlicher Bedürfnisse nicht über Arbeit, Wert und Geld vermittelt wird, sondern direkt über die (etwa durch Räte organisierte) Absprache der Gesellschaftsmitglieder untereinander geschieht. Größtenteils konzentriert sie sich jedoch auf die theoretische Kritik der gegenwärtigen Gesellschaft. Die andere, angestrebte wird zumeist nur negativ durch die Kritik an bestehenden Zwängen und Zumutungen bestimmt und es wird selten konkreter ausgeführt, wie eine emanzipatorische Transformation möglich sein könnte.

## Vertreter der Wertkritik
Die bekanntesten Vertreter der Wertkritik sind in Deutschland die Gruppen Krisis und EXIT!, die von 1999 bis 2006 bestehenden Wertkritischen Kommunisten Leipzig sowie in Österreich die Gruppe SINet.
Norbert Trenkle vertritt in einem Tele-Akademie-Beitrag von 2015 die These, dass der vormalige wirtschaftliche Kompensationsmechanismus des Kapitals – der bis in die 1970er Jahre noch leidlich funktioniert hat – nicht mehr funktioniert. Dieser Mechanismus sorgte durch kontinuierliches Wachstum der Realwirtschaft dafür, dass sich daraus die hauptsächliche Kapitalvermehrung speiste und gleichzeitig ausreichend viele Menschen zur Finanzierung ihres Lebens in dieser Wirtschaft beschäftigte. Inzwischen wird durch die Rationalisierung in der Realwirtschaft – immer mehr Produkte werden von immer weniger Menschen hergestellt – dieser Mechanismus ausgehebelt. So haben sich die Beschäftigtenzahlen der Autoproduktion zwischen 1980 und 2007 von 9,5 Mio. auf 8,5 Mio. verringert, während die Stückzahlen von 39,4 Mio. auf 70,5 Mio. gestiegen sind, obwohl heutige Autos wesentlich komplexer aufgebaut sind als früher. Daher weicht das Kapital immer mehr auf die Finanzmärkte aus, weil diese die bessere Rendite und Verwertungsmöglichkeit versprechen. Weil das (fiktive) Kapital der Finanzwirtschaft inzwischen ein Mehrfaches des Kapitals der Realwirtschaft ausmacht, gibt es aber auch immer häufiger Finanzkrisen, die dadurch „systemrelevant“ werden und gleichzeitig – wegen ihrer Auswirkung auf das Bankensystem – auch die Realwirtschaft bedrohen. Die fehlende „Systemrelevanz“ der Realwirtschaft bewirkt, dass die Zentralbanken sich zunehmend mit den Krisen der Finanzmärkte und des Bankensystems befassen müssen und durch den zunehmenden Kauf von Staatsanleihen die Gefahr einer Hyperinflation besteht. Dabei entsteht ein System, in dem die Staatsverschuldungen steigen und einige Staaten an Infrastruktur und Sozialsystem sparen müssen, um sich neues Geld (zur Verschuldung) leihen zu können. Trenkles Fazit: Das gegenwärtige wirtschaftliche Potential könnte unter anderen gesellschaftlichen Bedingungen und Umständen dazu dienen, allen Menschen ein gutes Leben zu gestatten und auf umweltverträgliche Weise zu produzieren. Dies lässt sich nur verwirklichen, „wenn die Produktion des wirtschaftlichen Reichtums nicht mehr abhängig ist von der Akkumulation von Kapital“ und wenn außerdem „die Gesellschaft so organisiert ist, dass die Menschen in freier Absprache darüber entscheiden, was, wie und wo und in welcher Form sie die Dinge herstellen“.

## Kritik an der Wertkritik
Der Wertkritik wird häufig vorgeworfen, sie bleibe bei einer „Kritischen Kritik“ stehen, die zudem wenig Raum für Handlungsoptionen lasse. Während in anderen Teilen der Linken Versuche unternommen würden, eine Vorstellung von einer anderen, nicht-kapitalistischen Welt konkret umzusetzen, kämen aus der Wertkritik hingegen keinerlei diesbezügliche Impulse.
Zahlreiche Vertreter postoperaistischer Strömungen wie Gerhard Hanloser und Karl Reitter werfen der Wertkritik eine verkürzte Marxlektüre vor. Die Wertkritik betrachte alle Phänomene des Kapitals vom Standpunkt der Zirkulationssphäre aus. Diese sei jedoch gar nicht aus sich selbst zu verstehen, sondern könne erst durch den Gegensatz von Arbeit und Kapital entstehen. Vor diesem Hintergrund sei der wertkritische Abschied vom Proletariat zu voreilig:

„Wertkritik beruht einfach auf dem Verfahren, die Entgegensetzung von Tauschwert und Gebrauchswert, von konkreter und abstrakter Arbeit, von Arbeits- und Verwertungsprozess monistisch einzuebnen. Der gesellschaftliche Horizont bleibt jener der einfachen WarenbesitzerInnen, mit allen verbundenen contrafaktischen Unterstellungen (Gleiche und Freie tauschen Äquivalente aus). Da der ganze Prozess jedoch der Bewegung G – W – G’ unterliegt, unterliege die gesamte Gesellschaft und alle Klassen gleichermaßen dem Fetisch und der Entfremdung, dem Diktat des automatischen Subjekts.“

Eine durchaus ähnliche Kritik wurde auch aus dem Umfeld der Marx-Gesellschaft geäußert: Nadja Rakowitz und Jürgen Behre üben Kritik an der wertkritischen Auffassung vom Kapital als automatischem Subjekt. Hierbei würden einige von Marx in kritischer Absicht verwendete Begriffe für adäquate Beschreibungen der ökonomischen Realität betrachtet. Ingo Elbe unterstellt der Wertkritik daher, dass sie den Kapitalismus mithilfe religiöser Kategorien kritisiere.
Diese Kritik wird von wertkritischer Seite jedoch zurückgewiesen, die ihrerseits ihren Kritikern vorwirft, eine rein auf die Zirkulationssphäre begrenzte Kritik des Kapitalismus durch den Gebrauch eines ontologischen Arbeitsbegriffes zu besitzen. Eine eingehende Betrachtung zu dem an der Wertkritik oft kritisierten Umgang mit dem Verhältnis von Theorie und Praxis unternahm Robert Kurz in einem längeren Aufsatz im Jahr 2007.

## Jaggernaut
2019 startete das Kollektiv Crise & Critique die erste französischsprachige Zeitschrift, die sich der Kritik der Wertdissoziation widmet. Die Zeitschrift hat bisher sechs Ausgaben veröffentlicht, für das Jahr 2024 sind zwei weitere angekündigt. Jaggernaut ist ursprünglich der Name des Prozessionswagens der hinduistischen Göttin Vishnu. „Der Jaggernaut-Kult“, schreibt Marx, „umfasste ein sehr pompöses Ritual und führte zu einer Entfesselung des Fanatismus, der sich manifestierte in freiwilligen Selbstmorden und Verstümmelungen. An den Tagen großer religiöser Feste stürzten sich die Gläubigen unter die Räder des Streitwagens, der die Statue von Vishnu-Jaggernaut trug.“ Eine Metapher, die Marx bei mehreren Gelegenheiten verwenden wird, wenn er von geworfenen Menschen spricht „unter den Rädern des kapitalistischen Jaggernaut“, um auf die aufopferungsvolle, fetischistische und zerstörerische Dimension des Kapitalismus hinzuweisen.
Mit dem Ziel, eine Brücke zwischen der deutschsprachigen, der portugiesischsprachigen und der französischsprachigen Welt zu schlagen, ist Jaggernaut die erste französischsprachige Zeitschrift, die mit den internationalen Strömungen der „Wertkritik“ und der „Kritik der Wertdissoziation“ verbunden ist. Inspiriert, aber nicht beschränkt auf Marx, geht die Kritik der Wertdissoziation von einer radikalen Kritik an Arbeit und Geld, an Ware und Marktwert, an Staat und Patriarchat, an Subjektmoderne und Krisenideologien aus.
Eng mit Jaggernaut verbunden ist die im Jahre 2022 in Österreich neu entstandene Gruppe „Wertkritik und Krisentheorie“.